# Tébéo
Tébéo (acronyme de Télé Bretagne Ouest) est une chaîne de télévision locale privée diffusant dans le Finistère, l’ouest des Côtes-d'Armor et une partie du Morbihan.

## Histoire de la chaîne

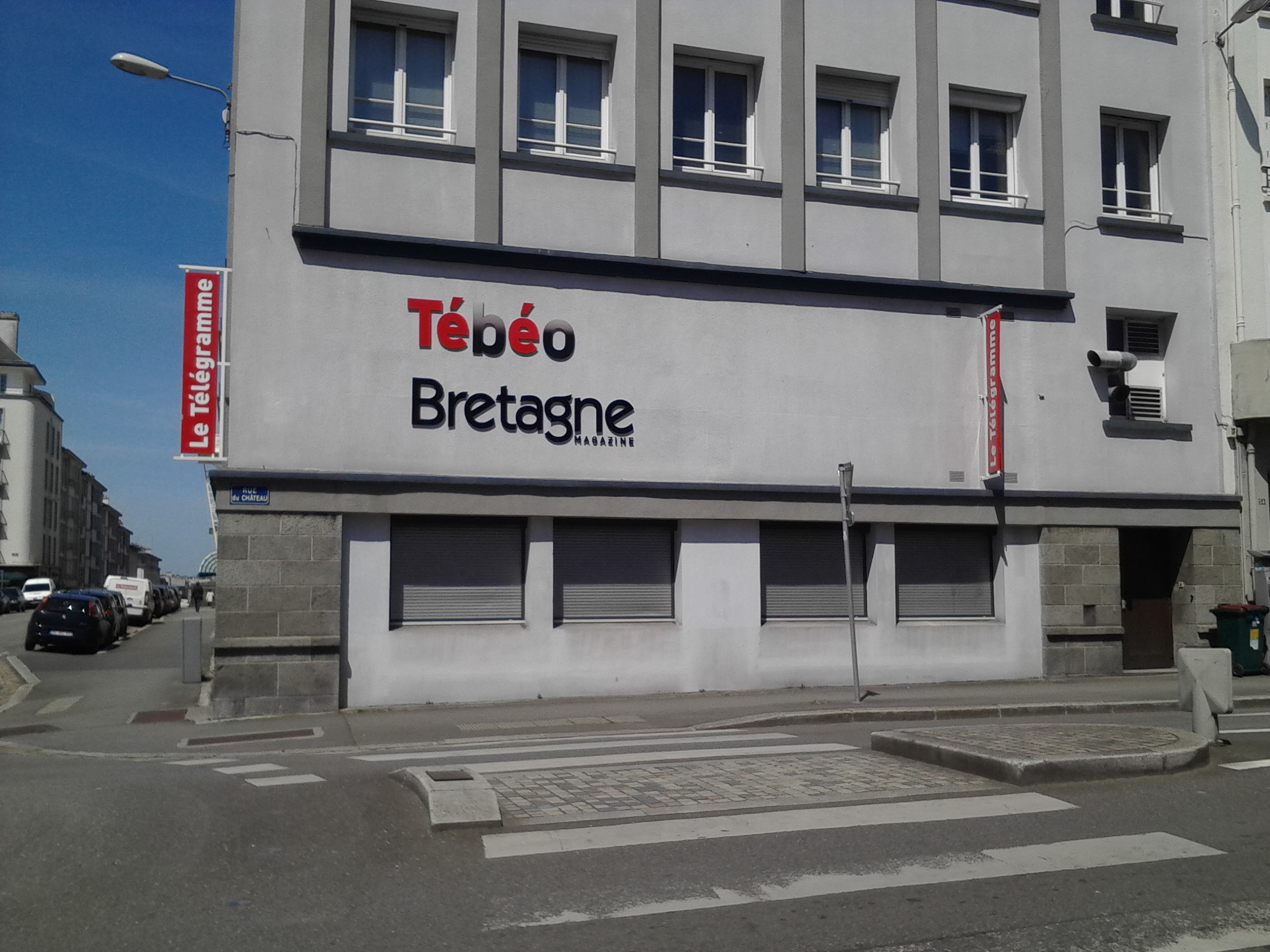
Siège de l’entreprise à Brest.

Le projet présenté au Conseil supérieur de l’audiovisuel portait le nom de Canal Ouest, renommé Bretagne Ouest TV (BO TV)  lorsque la chaîne a été agréée. Le nom Tébéo, pour Télé Bretagne Ouest, est la dénomination commerciale finale. 
Les émissions régulières commencent à être diffusées le 30 novembre 2009.
En novembre 2012, le projet de rachat de la chaîne morbihannaise Ty Télé par le Groupe Télégramme est acté permettant une mutualisation des programmes avec Tébéo comme les programmes « Bien dans votre assiette » ou « Bretons
d’ailleurs ». Ty Télé est par ailleurs renommée TébéSud en septembre 2013.
Le 5 avril 2016, la chaîne est désormais diffusée en haute définition.
Le 8 août 2018, les chaînes du groupe Télégramme signent un accord pour rejoindre le réseau national de télévisions locales dénommé « Vià », constitué de 22 chaînes. Cette association a pour but de stabiliser leur modèle économique et d’entrer sur le marché national de publicité en partageant des programmes et des équipements, tout en développant leur communication par la même occasion.
En décembre 2020, à la suite de l’échec du réseau Vià, le groupe  Groupe Télégramme crée la société « Territoires TV » avec trois autres groupes de PQR éditant des chaînes de télévision locales (La Voix du Nord, Sud-Ouest et La Nouvelle République du Centre-Ouest), dans le but de mutualiser des programmes et de disposer d’une régie publicitaire commune,. La régie publictaire « 366#TV » est créée en février 2021, et est détenue à 50 % par la régie publicitaire « 366 » et à 50 % par la société « Territoires TV ».
Depuis le 6 juillet 2023, Tébéo est disponible en clair sur les box SFR[réf. nécessaire].

## Organisation

### Dirigeants
Président :

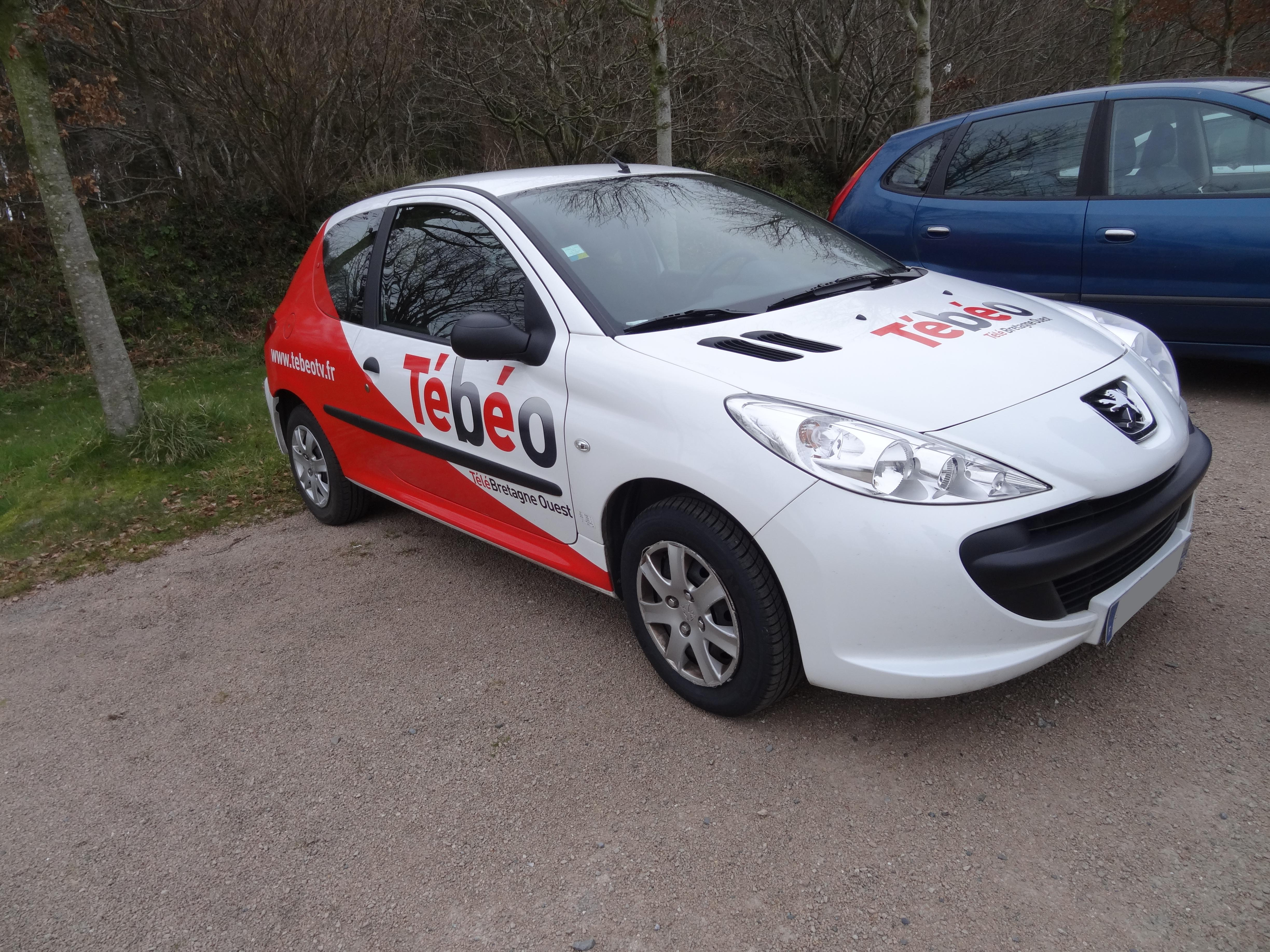
Véhicule de fonction Tébéo.

- Hubert Coudurier, directeur de l’information du journal Le Télégramme

Directrice générale :
- Marie-Noëlle Pouliquen

### Capital
Le chaîne est détenue à 51 % par le Groupe Télégramme, à 7,5 % pour chacune des banques, Crédit mutuel de Bretagne, Crédit agricole du Finistère et la Caisse d'Épargne de Bretagne, à 5 % par la chambre de commerce et d'industrie de Brest, à 20 % par le Club des entreprises, à 5 % par le Groupe SIPA - Ouest-France, à 3 % par le Stade brestois et à 2 % par TVR (Bretagne), anciennement TV Rennes 35. Le budget de départ est fixé à 1,3 million d’euros.

## Partenariats
En 2010, Tébéo a créé une unité de programmes communs avec les deux autres chaînes locales de la région Bretagne (TV Rennes et TébéSud),.
En 2016, un contrat d’objectifs et de moyens a été signé entre la région Bretagne et les principaux diffuseurs télé de Bretagne, France 3, Brezhoweb, Tébéo, TébéSud et TV Rennes, afin de dynamiser la filière audiovisuelle bretonne et en langue bretonne. De nouveaux programmes sont ainsi produits et diffusés en partenariat entre ces chaînes de télévision.

## Programmes

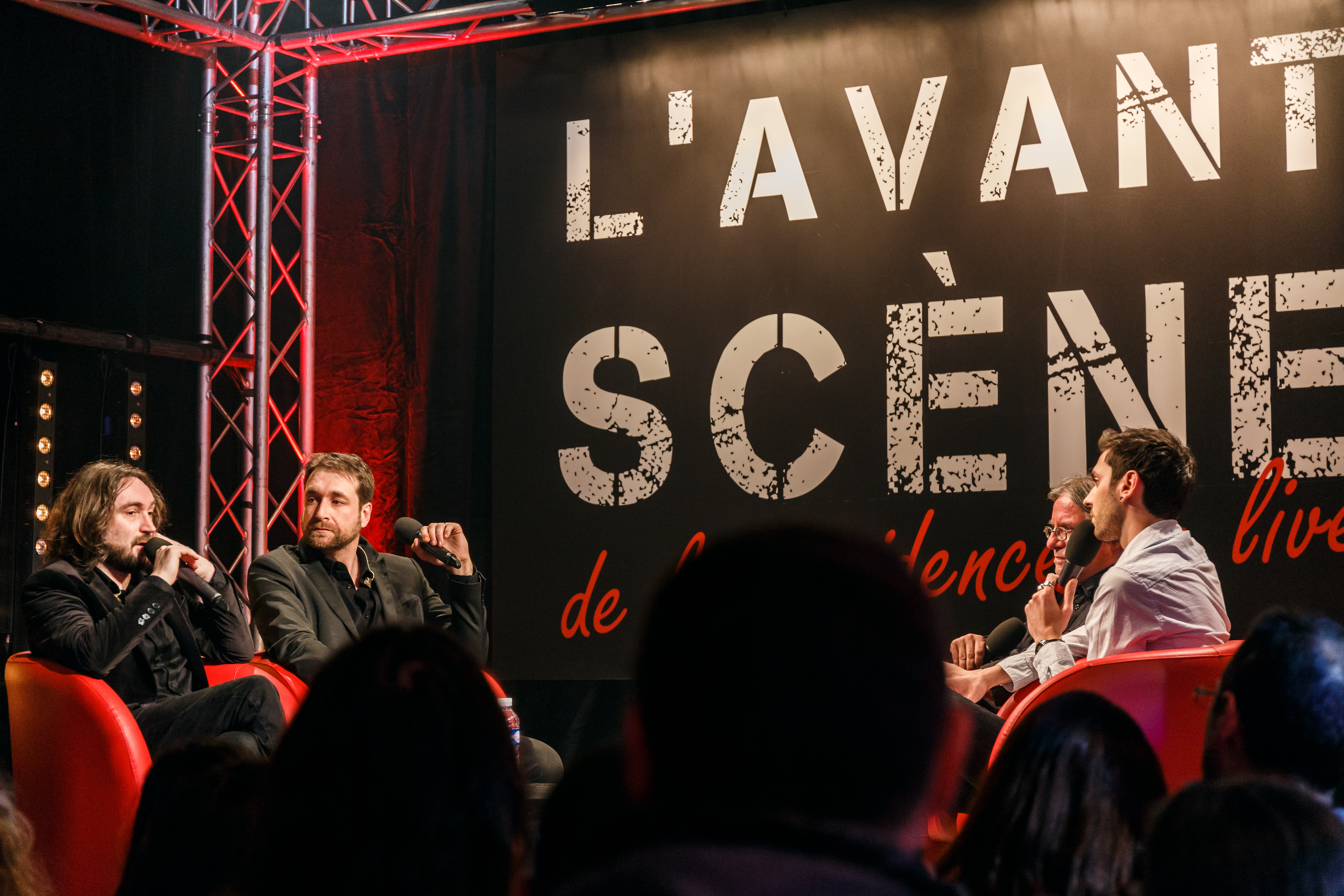
Émission L'Avant-Scène (interview de Matmatah) en 2017.

Progressivement, la chaîne propose deux heures de programmes inédits par jour : un journal télévisé de quinze minutes, un débat télévisé d’actualité, réalisé en studio ou en déplacement, et aussi un magazine (culture, économie, sports, cuisine, seniors, jeunes, etc.). Tébéo diffuse également des réalisations audiovisuelles de producteurs locaux. Ses émissions sont multidiffusées 24h/24, à des horaires décalés.
La chronique des activités du Stade brestois tient une place importante, ainsi que le nautisme.
Depuis le 14 janvier 2017, une émission consacrée aux Côtes-d'Armor présentée par Mathilde Quéméner est retransmise le samedi à 18 heures et aborde différentes thématiques comprenant notamment l’économie, la culture, le sport ou la vie associative du département. Le programme est élaboré en collaboration avec le conseil départemental costarmoricain et les deux autres chaînes bretonnes, et pallie ainsi la disparition d’Armor TV en 2016.

## Audiences
Les premiers chiffres d’audiences calculés par Médiamétrie sont présentés comme de bons démarrages. Quelques mois après son lancement, en mars 2010, la chaîne est regardée par 300 000 personnes en moyenne, selon Le Télégramme. En mars 2011, un sondage réalisé avec le concours de 700 personnes de 15 ans et plus habitant le département du Finistère, semble montrer que les audiences par semaine sont stables. Un sondage du même type permet d’estimer qu’en 2010-2011, 53 000 personnes en moyenne regardent chaque jour la chaîne pour 1,1 % de part de marché de la diffusion télévisée dans le Finistère. Au premier trimestre de l’année 2012, un nouveau sondage montre des audiences en hausse en 2011 pour le nombre de personnes regardant la chaîne chaque jour (60 000 habitués) et un nombre d’habitués hebdomadaires stable.       
Fin 2012, Tébeo est présentée par Médiamétrie comme la première chaîne locale de France avec 92 000 personnes la regardant par jour (selon le CSA),,. En 2013, selon Médiamétrie, la chaîne était regardée par 388 000 habitués hebdomadaires environ (53 000 par jour) pour une deuxième place des chaînes locales diffusées en Bretagne derrière TVR et devant TébéSud,. Une étude de 2015 révèle que 400 000 habitués regardent la chaîne hebdomadairement. En 2016, son audience quotidienne est annoncée à 43 500.        
En 2019, la chaîne intègre le Top 4 des chaînes locales les plus regardées en France. Selon une étude de Médiamétrie reprise par Le Télégramme, entre septembre 2018 et juin 2019, Tébéo enregistre une audience hebdomadaire de 143 000 téléspectateurs. L’audience globale a diminué par rapport à 2013 (362 000 téléspectateurs). 88 % du public visé connaît la chaîne.